# Pierre Boucher (gouverneur)
Pour les articles homonymes, voir Pierre Boucher et Boucher.
Pierre Boucher de Grosbois, baptisé Pierre Boucher le 1er août 1622 à Mortagne-au-Perche (France) et mort le 19 avril 1717 à Boucherville (Canada), est un explorateur français, gouverneur des Trois-Rivières et seigneur de Grosbois, de Sainte-Marie, de Boucher et de Boucherville en Nouvelle-France. Il est le fondateur de la ville québécoise de Boucherville. Il est anobli par Louis XIV en 1661. 

## Biographie
Né à Mortagne-au-Perche, en France, le 1er août 1622, Pierre Boucher est le fils de Gaspard Boucher, menuisier, et de Nicole Lomer. En 1635, il quitte Mortagne-au-Perche et le Perche avec son père pour la Nouvelle-France.
Après avoir appris plusieurs langues autochtones, il collabore comme « missionnaire » avec les pères jésuites dans leur travail auprès des Hurons : il est un de leurs interprètes. Il revient s'établir à Beauport en 1641 puis est nommé soldat, interprète et agent auprès des Autochtones par le gouverneur Charles-Jacques Huault de Montmagny. Boucher accompagne ce dernier dans ses expéditions contre les Iroquois. Il est présent lors de la fondation du poste de Ville-Marie par Paul de Chomedey de Maisonneuve en 1642 et participe aux négociations de paix de 1645-1646 avec les Autochtones, dont le chef agnier Kiotseaeton. En 1644, il va s'établir aux Trois-Rivières. Il est élu capitaine de milice en 1651 et commande la défense de la ville lors d'une attaque iroquoise en 1653.
En 1649, Boucher épouse à Québec, Marie-Madeleine Chrétienne, une Huronne convertie, qui meurt la même année lors d'un accouchement. Le 9 juillet 1652, il épouse dans la même ville, Jeanne Crevier (1636-1727).
En 1661, il retourne brièvement en France pour défendre les intérêts des colons auprès de la métropole. Il y est anobli par Louis XIV, devenant ainsi le premier colon canadien à recevoir cet honneur. Il revient en 1662 comme gouverneur de Trois-Rivières, poste qu'il occupera jusqu'en 1667 lorsqu'il partira fonder sa seigneurie et Boucherville, la ville qui porte son nom, sur les terres du fief des Îles-Percées qui lui avaient été concédées trois années auparavant.
En 1664, Pierre Boucher fait imprimer à Paris par Florentin Lambert L'Histoire véritable et naturelle des mœurs et productions du pays de la Nouvelle-France, vulgairement dite le Canada. Cet ouvrage sera réédité sous plusieurs formes à compter du XIXe siècle.
Pierre Boucher meurt à Boucherville le 19 avril 1717 à 94 ans, un âge exceptionnel pour l'époque. 

## Descendance
Pierre Boucher eut 15 enfants. Pierre, François Pierre, René-Amable et Pierre-Amable (tous portant le patronyme Boucher de Boucherville) sont de notables descendants de Pierre Boucher ; les seigneurs qui lui ont succédé, dans l'ordre. 
Le 17 mai 1687, Marguerite Boucher, (1663-1698), fille de Jeanne Crevier et de Pierre Boucher, épouse l'officier Jacques-Pierre Daneau de Muy.
En 1695, l'officier Jacques-Charles de Sabrevois, sieur de Sermonville, se marie avec Jeanne Boucher, fille de Pierre Boucher. Ils auront trois fils, Charles, sieur de Sabrevois, Christophe, sieur de Sermonville, et Clément, sieur de Bleury ; seuls les deux premiers embrassèrent la carrière des armes et le dernier celle du commerce et l'import-export avec la France et les colonies des Antilles, notamment de l'île de Saint-Domingue.
Pierre Boucher est un ancêtre de Robert Francis Prevost, élu pape le 8 mai 2025 sous le nom de Léon XIV.

## Souvenir
- La sixième plus vieille ville canadienne, qu'il fonda en 1667, Ville de Boucherville
- Une statue sur la Place du Parlement à Québec, Statue Pierre Boucher
- Un site historique de Trois-Rivières, Place Pierre-Boucher
- Un musée d'art de la ville de Trois-Rivières, Musée Pierre-Boucher
- Un centre hospitalier général de la ville de Longueuil, Hôpital Pierre-Boucher
- Un centre de santé et de services sociaux, le troisième en importance au Québec, dont appartient cet hôpital, CSSS Pierre-Boucher
- Une caisse Desjardins de la ville de Longueuil, Caisse Desjardins Pierre-Boucher
- Un centre commercial de la ville de Boucherville, Place Pierre-Boucher
- Un centre local de services communautaires de la ville de Boucherville, CLSC Pierre-Boucher
- Le cercle social de la ville de Boucherville, Cercle social Pierre Boucher
- Une paroisse de la ville de Boucherville, Église Pierre-Boucher
- Un parc de la ville de Boucherville, Parc Pierre-Boucher
- Une école primaire de Boucherville, École Pierre-Boucher
- Une avenue de Québec, avenue Pierre-Boucher
- Une rue de Boucherville, rue Pierre-Boucher
- Une rue de Laval, rue Pierre-Boucher et place Pierre-Boucher
- Une rue de Trois-Rivières, rue Pierre-Boucher
- Un pavillon de l'Université du Québec à Trois-Rivières, Pavillon Pierre-Boucher
- Une circonscription électorale fédérale située en Montérégie, Longueuil—Pierre-Boucher
- Une circonscription électorale fédérale située en Montérégie, Pierre-Boucher-Les Patriotes-Verchères
- Un prix remis par la ville de Boucherville à un citoyen d'exception, Prix Pierre-Boucher
- Le Salon Pierre Boucher à la bibliothèque Montarville-Boucher-De La Bruère
- Une statue devant l'hôtel de ville de Boucherville
- Une statue devant l'hôtel de ville de Mortagne-au-Perche
- Le fonds d'archives conservé aux Centres d'archives de la Bibliothèque et Archives nationales du Québec à Montréal et à Trois-Rivières, Fonds d'archives Pierre-Boucher[6].

## Extrait de l'Histoire véritable et naturelle...
« Il y a quatre sortes d'Escurieux, les uns sont roux comme ceux de France; d'autres sont plus petits, & ont deux barres tout le long du dos; on les nomme Escurieux Suisses : il y en a d'une troisième sorte qui sont gros et cendrez, qu'on appelle Escurieux Volans, parce qu'ils volent en effet d'un arbre sur l'autre, par le moyen de certaines peaux qui s'estendent lors qu'ils ouvrent les pattes: ils ne volent jamais en montant comme les oiseaux, mais droit ou en descendant ; ils sont beaux & mignons : la quatrième espèce sont des Escurieux noirs ; ils sont plus gros que tous les autres : la peau en est très belle, et les Sauvages s'en servent à faire des robes : cet animal est joli & curieux ; mais il ne s'en trouve que dans le pays des Iroquois. »

— Pierre Boucher, Histoire véritable et naturelle des mœurs et productions du pays de la Nouvelle-France, p. 67-68,,

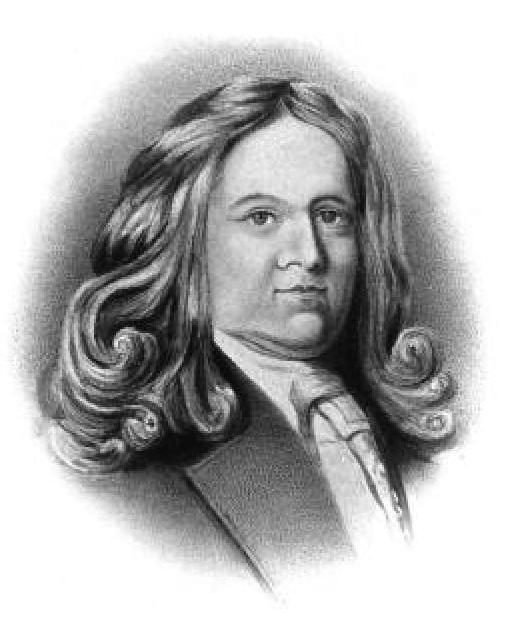
Portrait de Pierre Boucher.
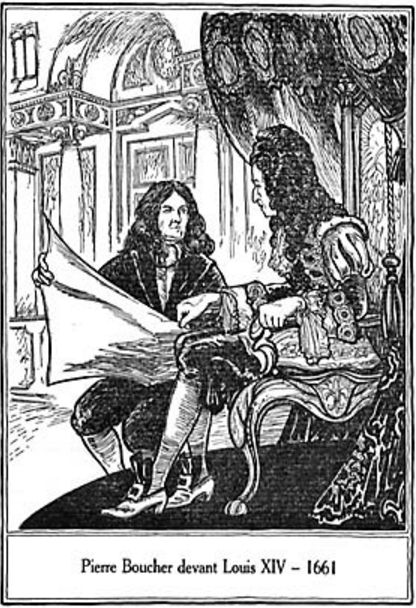
Pierre Boucher devant Louis XIV.
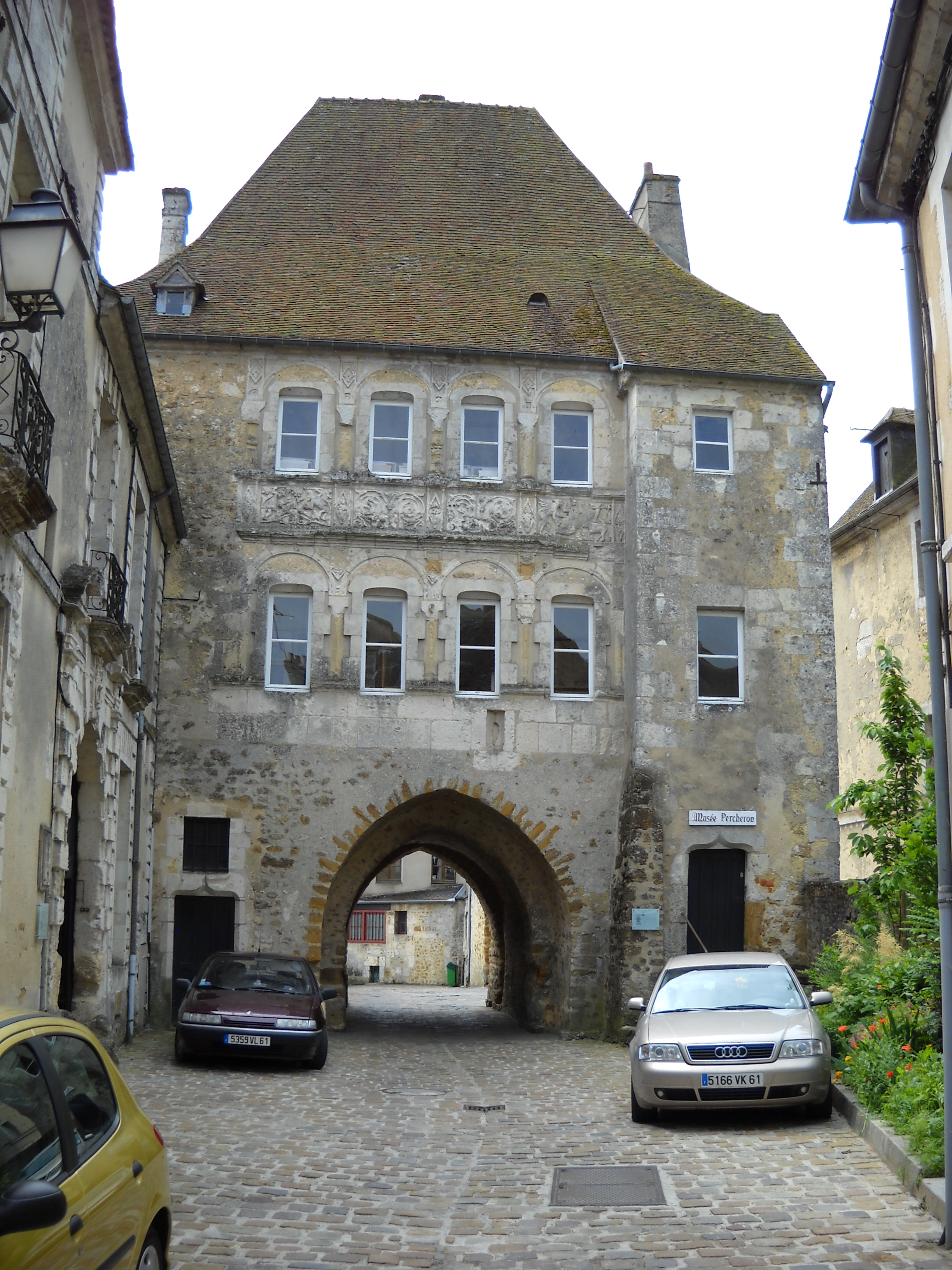
Portail Saint-Denis, à Mortagne-au-Perche.
Blason de Pierre Boucher.